# Andreas Mortensen
Andreas Ulrich Mortensen (født 31. august 1979) er en dansk tidligere professionel fodboldspiller, hvis primære position på banen var i angrebet og sekundært på den offensive midtbane.

## Spillerkarriere
Andreas Mortensen fik sin fodboldopdragelse i Vanløse IF, hvor han startede med at spille som femårig. Som 15-årig rykkede Mortensen op på klubbens seniorhold. Alligevel spillede Mortensen senere kampe som yngling i B.93 og Kjøbenhavns Boldklub. Mortensen debuterede som ungseniorspiller på Hvidovre IFs førstehold i forbindelse med en hjemmebanekamp i den næstbedste række mod Ølstykke FC den 13. april 1998 og nåede at spille tretten kampe for klubben, men scoringerne udeblev på førsteholdet. På klubbens andethold havde han større succes med scoringerne, idet han var nummer to på topscorerlisten for alle fire kredse i Danmarksserien.
Mortensen blev i august 2000 kontaktet af forstadsrivalerne fra F.C. København og inviteret til i første omgang at deltage i en række træningspas med talenttruppen – herunder en talentturnering i Frankrig, hvor han var tæt på at blive turneringens topscorer. I en række træningskampe efterlod Mortensen sig hurtigt et positivt indtryk, at den daværende engelske cheftræner Roy Hodgson besluttede sig for at hente ham til klubbens førstehold på en toårig kontrakt kort inden klubbens sæsonstart. Undertiden spillede Mortensen en række kampe for moderklubben KB (FCK 2) i Danmarksserien, men opnåede kun at spille 15 minutter i en enkelt officiel førsteholdskamp for FCK grundet en længerevarende alvorlig korsbåndsskade i 2001. Ene officielle kamp for FCK faldt før Mortensens lange skadeperiode i forbindelse med en udebanekamp i DBUs Landspokalturnering mod Vejen SF, da han blev skiftet ind på den højre midtbane et kvarter før tid i stedet for nordmanden Harald Brattbakk. Korsbåndsskaden pådrog Mortensen sig under en træningskamp på hjemmebane den 6. februar 2001 mod svenske Landskrona BoIS, hvor han uheldigt fik et vrid i sit knæ således at det forreste korsbånd i højre knæ blev revet over. Grundet denne ene kampindsats i 2000/01-sæsonen kan Mortensen skrive et Danmarksmesterskab med F.C. København på sit fodbold-CV. Mortensen gjorde først comeback på fodboldbanen i november 2001 i en træningskamp mod Vanløse IF.
Manglende spilletid på førsteholdet i F.C. København i den igangværende sæson var en medvirkende faktor til at Mortensen kort tid efter forårssæsonens start i 2002 blev udlejet til 2. divisionsklubben Fremad Amager frem til den 30. juni samme år. Debuten for Fremad Amager skete den 20. april 2002 i en 2. divisionskamp mod IF Skjold Birkerød. Efter offensivspillerens kontraktudløb med FCK spillede han et halvt år (efteråret 2002) for den nyoprykkede 1. divisionsklub Boldklubben Skjold indtil den daværende cheftræner Michele Guarini for Fremad Amager i foråret 2003 valgte at hente ham tilbage til Fremad Amagers førsteholdstrup på en halvanden-årig kontrakt. I forårssæsonens første kamp hjemme mod Kalundborg GF&BK blev Mortensen imidlertid udvist efter 55 minutters spil, men holdet formåede med 10 mand at vende 0-1 til en 2-1 sejr. Angriberen endte sidenhen med at deltage i 11 kampe med 2 mål til følge og medvirkede til at spille klubben tilbage til 1. division.
Kontrakten med Fremad Amager blev ophævet i sommerpausen 2003, hvorefter Mortensen foretog et klubskifte til nedrykkerne fra Hellerup IK (HIK) med status som amatørspiller. Mortensen spillede hele 2003/04-sæsonen og var med til at vinde 2. division for Gentofte-klubben, hvor han samtidig blev klubbens topscorer med 21 mål i 23 divisionskampe – herunder 17 mål i forårets 15 kampe – og endte som nummer to på topscorerlisten. Mortensens præstationer på grønsværen førte til en prøvetræning hos Sport Clube Beira-Mar i sommeren 2004 og planen var oprindeligt at han skulle fortsætte spillerkarrieren i den portugisiske 1. divisionsklub, men klubbens ledelse valgte i sidste ende at trække tilbuddet tilbage. Tidligere på sommeren prøvetrænede Andreas Mortensen også i østrigske Schwarz-Weiß Bregenz, men takkede til sidst nej til klubbens kontraktudspil. I stedet blev det nedrykkerne fra Superligaen, Akademisk Boldklub (AB), der fik hans underskrift på en to-årig kontrakt.
Grundet en uselvisk handling i en fodboldkamp for akademikerne, modtog Mortensen den 18. juni 2005 Dansk Boldspil-Unions Fair Play-pris, bestående af 40 Select fairplay-bolde til ABs ungdomsafdeling, efter en indstilling fra modstanderholdet. I AB's udekamp mod Ølstykke FC den 1. maj 2005 opstod en episode, hvor ØFC's målmand Jesper Hansen 12 minutter før tid i anden halvleg blev gjort ukampdygtig og derfor tabte bolden i nærheden af Andreas Mortensen. Mortensen kunne således have bragt holdet foran med 1-0, men valgte i stedet at undlade at score på chancen, da det ifølge markspillerens egen begrundelse "ville have været meget unfair at score på chancen når målmanden var skadet". Dommeren afbrød efterfølgende spillet, da han blev gjort opmærksom på målmandens pludseligt opståede skade af Andreas Mortensen og andre spillerne. AB tabte sidenhen kampen med 1-0 på et mål i overtiden.
I 2004/05-sæsonen blev Mortensen topscorer for AB med elleve divisionsmål (topscorerværdigheden deltes med Yaro Yaro), men i efteråret 2005 blev Mortensen kun noteret for et enkelt mål i den første spillerunde – blandt andet grundet flere skadesperioder. I januar 2006, et halvt år inden kontraktudløb, fik Mortensen efter gensidig aftale med klubbens ledelse ophævet sin spillerkontrakt med Bagsværd-klubben – i tide inden vinterens transfervindue lukkede. Vinterpausen brugtes på et succesfuldt prøveophold (med deltagelse i træningskampe) hos 1. divisionsklubben Køge Boldklub, hvor Mortensen som transferfri skrev under på en kontrakt gældende for forårssæsonen 2006. Mortensen debuterede for midtsjællænderne den 2. april 2006 på hjemmebane mod Brabrand IF. Mortensen endte med at deltage i alle Køge Boldklubs divisionskampe i foråret, hvor han fik scoret i alt elleve mål (herunder et hattrick, alle KB's mål, i en kamp mod Ølstykke FC).
Efter det kortvarige ophold hos Køge Boldklub vendte angriberen i sommeren 2006 tilbage til sin tidligere klub Hellerup IK efter indgåelsen af en etårig aftale. I 2006/07-sæsonen blev Mortensen af cheftræneren rykket ned fra angrebet og spillede fortrinsvist i en position på den offensive midtbane. Samtidig med skiftet til HIK genoptog Mortensen sine HA/Phil-studier i filosofi på Copenhagen Business School (CBS) og deltog i træningen af klubbens ynglingespillere. Som følge af usikkerheden omkring sin fremtidige situation i klubben satte Mortensen sig selv på transferlisten i begyndelsen af juli måned.
Andreas Mortensen skrev under på en etårig kontrakt med Fremad Amager den 17. juli 2007 og fulgte således med sin tidligere HIK-træner, Jakob Friis-Hansen, der i slutningen af den forhenværende sæson havde overtaget cheftrænerposten i Sundby-klubben. Offensivspilleren fik dermed for tredje gang comeback for den nyligt nedrykkede 2. divisionsklub, Mortensen forlod godt fire år tidligere. Comeback-kampen for amagerkanerne, der havde hentet 19 nye spillere til førsteholdet, fandt sted den 4. august 2007 på udebane i Sundby Idrætspark mod lokalrivalerne fra B 1908 i premierekampen, hvor Mortensen samtidig fik scoret klubbens første sæsonmål efter godt syv minutters spil. Mortensens indsats på grønsværen, hvilket inkluderede tretten scoringer i sytten kampe i efterårssæsonen 2007, udløste en midlertidig placering øverst på topscorerlisten i den respektive division og var en medvirkende faktor til at Spillerforeningen sammen med Mortensens divisionskollegaer den 27. november samme år kårede ham til årets profil i 2. division Øst. I opstarten til foråret 2008 blev Mortensen af den daværende cheftræner tildelt anførerbindet på Fremad Amagers bedste mandskab, der overvintrede på førstepladsen i øst-puljen. I forårssæsonens premierekamp fik Mortensen dog en større fibersprængning i baglåret, hvilket udløste en måneds skadepause (ud af en forårssæson på under tre måneder) væk fra divisionsfodbolden. Mortensen var tilbage på banen igen i midten af april, men senere på foråret brød skaden op igen. Mortensen forblev stamspiller på førsteholdet i forårssæsonen, men bevarede derimod ikke sin topscorerplacering i foråret 2008, hvor angriberen kun formåede at lave yderligere to scoringer, hvorved han rykkede ned på en samlet fjerdeplads på topscorerlisten, seks mål efter topscoreren Jeppe Kjær fra FC Roskilde samtidig med at han blev overgået af Anders Jochumsen som klubbens topscorer. Fremad Amager havde i hans fravær en mindre kriseperiode med flere pointtab, der endte med at sende holdet ned på andenpladsen, fem point efter FC Roskilde på førstepladsen, og væk fra den direkte oprykningsplads. Fremad Amager, som efter sæsonen overgav klubbens divisionslicens til den professionelle overbygning FC Amager, vandt begge sine to oprykningskampe mod vest-puljens næstbedst-placerede klub i vest-rækken, sidste sæsons nedrykkere fra Brabrand IF, og sikrede sig derigennem tilbagevenden til 1. division. Mortensen spillede sæsonen færdig for klubben og fik dermed spillet sin tredje sæson i 2. division, hvor han er rykket op alle tre gange (to gange for Fremad Amager og en enkelt gang for Hellerup IK).
I løbet af forårssæsonen 2008 kontaktede 2. divisionskollegaerne fra Slagelse B&I Mortensen og fremlagde et tilbud om et muligt klubskifte med virkning fra sommerpausen 2008, hvor klubbens nye eliteprojekt officielt trådte i kraft. 28-årige Mortensen nåede ikke til enighed med Fremad Amagers bestyrelse omkring en kontraktforlængelse og var utilfreds med klubbens lønudspil, efter at have været i dialog med klubben siden slutningen af vinterpausen. I stedet annoncerede angriberen dagen efter Fremad Amager havde sikret sig oprykning officielt i en pressemeddelelse, at han var derimod var nået til enighed med FC Vestsjælland (den professionelle overbygning af Slagelse B&I's førstehold) om en treårig kontrakt med officiel tiltrædelse den 1. juli 2008 og forblev dermed i den tredjebedste fodboldrække. I klubbens rød-blå spillertrøje skal Mortensen, som skiftede transferfrit til klubben, danne makkerpar i angrebsspillet sammen med Rasmus Festersen.
I juni 2011 meddelte Andreas, at han ville stoppe sin fodboldkarriere. Han begrundede med: Jeg står foran en operation i nyren, og det vil holde mig ude i mindst to måneder. Derudover føler jeg lidt, at kroppen har sagt fra, og da jeg samtidig starter nyt job i efteråret, synes jeg at tiden er til at stoppe karrieren.
Efter sit stop fra professionel fodbold blev fodboldkundskaberne brugt på lavere niveau. Klubber som Frederikssund IK, Virum og Skovshoved IF er klubberne, som har nydt godt af Mortensens målnæse. Sidstnævnte klub har Andreas fungeret som spillende assistenttræner i alle sine 3 år i klubben, hvor han har være intern topscorer i alle sine år i klubben. Kulminationen på det personlig plan kom i sæsonen 2014/2015, hvor Mortensen blev kåret som Årets Spiller i Københavnsserien samt Årets topscorer - med 24 mål i 24 kampe. Han stoppede endegyldigt sin aktive karriere i juli 2016 i en alder af 37 år.

## Privat
Han er storebror til håndboldspilleren Casper U. Mortensen.

## Titler/hæder

### Individuelle
- Skovshoved IF:
  - Årets Spiller i Københavnsserien 2015
  - Årets Topscorer i Københavnsserien 2015
- Fremad Amager:
  - Årets Profil 2007 i 2. division Øst
- AB:
  - Årets Fair Play Pris 2005

### Klub
- F.C. København:
  - Danmarksmester 2000/01
- Hellerup IK:
  - Vinder af 2. division 2003/04
- FC Vestsjælland:
  - Vinder af 2. division 2008/09